# Cocteau Twins
Cocteau Twins byla skotská rocková skupina činná v letech 1979 až 1997, známá svou komplexní instrumentací a atmosférickými, nelyrickými vokály. Původní členové byli Elizabeth Fraser (vokály), Robin Guthrie (kytara, bicí automat) a Will Heggie (baskytara), který byl nahrazen multiinstrumentalistou Simonem Raymondem. Ačkoliv celá kapela získala uznání kritiky, nejvíce pozornosti se dostalo osobitému sopránu Elizabeth Fraser.

## Členové skupiny
- Elizabeth Fraser – vokály (1979–1997)
- Robin Guthrie – kytara, bicí automat (1979–1997)
- Will Heggie – baskytara (1979–1983)
- Simon Raymonde – baskytara (externí spolupráce na projektech /This Mortal Coil/) (1983–1997)

## Diskografie
- Garlands (1982)
- Head over Heels (1983)
- Treasure (1984)
- Victorialand (1986)
- The Moon and the Melodies (1986), (ve spolupráci s Haroldem Buddem)
- Blue Bell Knoll (1988)
- Heaven or Las Vegas (1990)
- Four-Calendar Café (1993)
- Milk and Kisses (1996)